# Icuncula
Genre
Icuncula est un genre de mollusques gastéropodes appartenant à la famille des Capulidae. L'espèce-type est Icuncula torcularis.

## Liste d'espèces
Selon World Register of Marine Species (28 septembre 2017) :
- Icuncula consobrina (May, 1915)
- Icuncula torcularis (Tenison-Woods, 1878)
- Icuncula zodiaca (Hedley, 1907)